# Бэкдор
Бэкдор, тайный вход (от англ. back door — «чёрный ход», «лазейка», буквально «задняя дверь») — дефект алгоритма, который намеренно встраивается в него разработчиком/злоумышленником и позволяет получить несанкционированный доступ к данным или удалённому управлению операционной системой и компьютером в целом.
Основной целью бэкдора является скрытное и быстрое получение доступа к данным, в большинстве случаев — к зашифрованным и защищённым. Например, бэкдор может быть встроен в алгоритм шифрования для последующей прослушки защищённого канала злоумышленником.

## Основные свойства бэкдора

#### Идеальный бэкдор
- сложно обнаружить;
- можно использовать многократно;
- легко отрицать — выглядит как ошибка, и в случае обнаружения разработчик может сослаться, что допустил эту ошибку случайно и злого умысла не имел;
- эксплуатируем только при знании секрета — только тот, кто знает, как активируется бэкдор, может им воспользоваться;
- защищён от компрометации предыдущими использованиями — даже если бэкдор был обнаружен, то невозможно установить, кем он до этого эксплуатировался и какой информацией завладел злоумышленник;
- сложно повторить — даже если бэкдор был кем-то найден, то его невозможно будет использовать в другом коде или в другом устройстве.

#### Распространённые принципы создания бэкдоров в алгоритмах
- слабая устойчивость алгоритма к криптоанализу;
- специально подобранные константы — алгоритм может стать неустойчивым к криптоанализу при выборе определённых значений констант, используемых в его работе;
- сложность в безопасной реализации — это означает, что безопасная реализация алгоритма работает слишком медленно, и все будут использовать небезопасный вариант, что и выгодно злоумышленнику.

## Гипотетические примеры бэкдоров в современных алгоритмах

### Уязвимость генератора псевдослучайной последовательностиDUAL_EC_DRBG
Данный генератор был разработан в АНБ и стандартизован в качестве криптографически стойкого генератора псевдослучайных чисел национальным институтом стандартов и технологий США NIST в 2006 году. Однако уже в 2007 году независимыми исследователями было высказано предположение, что в этот алгоритм мог быть встроен бэкдор.
Иллюстрация работы алгоритма согласно спецификации АНБ:
Данный алгоритм использует эллиптические кривые. {\displaystyle P} — генератор группы точек на эллиптической кривой, {\displaystyle Q} — точка на эллиптической кривой — константа, определённая стандартом, как она была выбрана неизвестно. Параметры самой кривой также заданы стандартом.
Принцип работы:
Уравнение кривой
{\displaystyle y^{2}=(x^{3}+ax+b){\bmod {p}}}
можно переписать в виде {\displaystyle x=\varphi (x,y){\bmod {p}}} и записать следующие выражения для работы алгоритма:
{\displaystyle r_{i}=\varphi (s_{i}*P)} , {\displaystyle t_{i}=\varphi (r_{i}*Q)} , {\displaystyle s_{i+1}=\varphi (r_{i}*P)}
{\displaystyle s_{i}} — внутреннее состояние генератора на текущем шаге
{\displaystyle s_{i+1}} — внутреннее состояние генератора на следующем шаге
{\displaystyle t_{i}} — выход генератора на текущем шаге
Предполагаемый бэкдор:
Так как {\displaystyle p} — простое число, то существуют такое число {\displaystyle e}, что {\displaystyle e*Q=P}. Нахождение {\displaystyle e} — вычислительно сложная задача дискретного логарифмирования на эллиптической кривой, для решения которой на сегодняшний день не существует эффективных алгоритмов. Но если предположить, что злоумышленник знает {\displaystyle e} , то получается следующая атака:
Если {\displaystyle x=t_{i}} — очередной выход генератора, и если существует такое {\displaystyle y}, что {\displaystyle y^{2}\equiv (x^{3}+ax+b){\bmod {p}}}, то точка {\displaystyle A=(x,y)}, лежит на кривой и для неё выполняется следующее равенство: {\displaystyle A=r_{i}*Q}. Зная число {\displaystyle e} можно вычислить: {\displaystyle s_{i+1}=\varphi (e*A)=\varphi (e*r_{i}*Q)=\varphi (r_{i}*P)}. Таким образом, злоумышленник, знающий число {\displaystyle e}, может не только вычислить следующий выход генератора, но и быстро перебрать все возможные внутренние состояния генератора и восстановить его начальное внутреннее состояние. Согласно независимым исследованиям, при знании {\displaystyle e} достаточно всего 30 байт выходной последовательности генератора, чтобы простым перебором {\displaystyle 2^{15}} значений восстановить его начальное внутреннее состояние. По мнению исследователей, такая уязвимость может быть расценена как бэкдор.

### Ошибка в реализации протокола проверки сертификатовTLSот компанииApple
Исследователями компании Яндекс была обнаружена уязвимость в реализации протокола TLS в одном из программных продуктов Apple. По их мнению, данная ошибка вполне может оказаться бэкдором, намеренно встроенным в алгоритм кем-то из разработчиков.
Участок кода с ошибкой:
```
static
 
DSStatus
 
SSLVerifySignedServerKeyExchnge
(....)

{

     
DSStatus
 
err
;

     
....

     
if
 
((
err
 
=
 
SSLHashSHA1
.
update
(
&
hashCtx
,
 
&
signedParams
))
 
!=
 
0
)

          
goto
 
fail
;

          
goto
 
fail
;

     
if
 
((
SSHashSHA1
.
final
(
&
hashCtx
,
 
&
hashOut
))
 
!=
 
0
)

          
goto
 
fail
;

     
....

     
fail
:

          
....

          
return
 
err
;

}

```

Как можно видеть, после первого оператора if стоят две строчки goto fail, и вторая строчка выполняется всегда, независимо от результата if. Таким образом процедура проверки сертификата проходит не полностью. Злоумышленник, знающий об этой уязвимости, может подделать сертификат и пройти проверку подлинности. Это позволит ему организовать атаку типа «Человек посередине», тем самым вмешаться в защищённое соединение между клиентом и сервером. Исследователи, обнаружившие данную ошибку в реализации, не могут точно сказать, намеренно она была сделана или случайно. Это походит на ошибку при слиянии ветвей в системе управления версиями — но мог быть и бэкдор, встроенный в алгоритм кем-то из разработчиков.

## Примеры методов создания бэкдоров

#### Специально подобранные константы
Очень многие современные криптографические алгоритмы используют при своей работе определённый набор внутренних констант. Как правило, эти константы задаются стандартом и выбираются из соображений криптографической стойкости к известным на данный момент видам криптоанализа. Но выбор констант при стандартизации алгоритма теоретически может быть использован разработчиками и со злым умыслом: например, для создания определённых уязвимостей и бэкдоров в алгоритме.
В качестве такого примера использования констант можно привести недавние исследовательские работы на тему так называемого «вредоносного хеширования», где авторам удалось построить коллизии для криптографической хеш-функции SHA1 путём модификации её раундовых констант. Отметим, что предложенная авторами исследования атака не является атакой на саму хеш-функцию SHA1, она позволяет лишь находить коллизии при условии возможности изменения раундовых констант и только для определённых типов файлов.
Краткое описание SHA1:
SHA1 — современная раундовая хеш-функция. Алгоритм хеширования следующий:
- Инициализируются 32-битные значения {\displaystyle a=h_{0},b=h_{1},c=h_{2},d=h_{3},e=h_{4}}
- Входное сообщение разбивается на блоки длиной 512 бит
- Каждый блок сообщения обрабатывается и дополняется специальным образом, по алгоритму, определённому в стандарте
- Полученный блок сообщения хэшируется в 4 этапа по 20 раундов в каждом, причём для каждого этапа используется своя константа {\displaystyle K_{1},K_{2},K_{3}} или {\displaystyle K_{4}}
- Выходом функции для каждого блока будут новые значения {\displaystyle a,b,c,d,e}, которые добавляются к результату: {\displaystyle h_{0}=h_{0}+a,h_{1}=h_{1}+b,h_{2}=h_{2}+c,h_{3}=h_{3}+d,h_{4}=h_{4}+e}
- Итоговым результатом хеширования будет 160-битное значение полученное конкатенацией пяти 32-битных значений {\displaystyle h_{0},h_{1},h_{2},h_{3},h_{4}} после обработки последнего блока сообщения.

Построение коллизий:
Целью рассматриваемой атаки является нахождение таких констант {\displaystyle K_{1},K_{2},K_{3},K_{4}} и таких сообщений {\displaystyle M_{1}} и {\displaystyle M_{2}} , что {\displaystyle Hash(M_{1})=Hash(M_{2})}. Данная атака модифицирует только первые 512 бит (1-й блок) сообщений, для которых требуется построить коллизию.
Алгоритм базируется на уже известной разностной атаке на SHA1, предложенной в 2005 году и имеющей сложность порядка {\displaystyle 2^{69}} операций, что делает её трудноосуществимой на практике. Поэтому до настоящего времени ни одной реальной коллизии для SHA1 найдено не было.
Но в случае создания вредоносного варианта SHA1 злоумышленник может варьировать не только блоки сообщений {\displaystyle M_{1}} и {\displaystyle M_{2}}, но и раундовые константы {\displaystyle K_{1},K_{2},K_{3},K_{4}}. Согласно исследованиям, это сильно снижает сложность атаки до порядка {\displaystyle 2^{48}} операций и делает построение таких коллизий реальной задачей которую можно выполнить на нескольких компьютерах. Таким образом, авторам исследования удалось построить одноблоковые коллизии для многих известных типов файлов.
Одноблоковая коллизия:
{\displaystyle M_{1}} и {\displaystyle M_{2}} — первые блоки сообщений (512 бит), которые отличаются между собой, но дают одинаковую хеш-сумму
{\displaystyle Content} — остальное содержимое, которое одинаково для обоих файлов

#### Пример использования вредоносного хеширования для создания бэкдоров
С помощью описанной атаки были созданы два sh-скрипта, которые при выборе {\displaystyle K_{1}=5a827999~,~K_{2}=88e8ea68~,~K_{3}=578059de~,~K_{4}=54324a39} дают одинаковую хеш-сумму SHA1, но работают по-разному.
Как можно видеть, различие между этими двумя скриптами заключается только в первых блоках по 512 бит, которые представляют собой закомментированный мусор. Но содержимое этих блоков затем используется в условии if 
, следовательно скрипты при запуске работают по-разному. Подобные файлы могут быть использованы создателем со злым умыслом.

## Аппаратные бэкдоры
Бэкдоры могут встраиваться не только в программное обеспечение, но и в аппаратуру. Подобные бэкдоры могут использоваться производителями аппаратной начинки для встраивания в неё вредоносных функций на этапе производства.
Аппаратные бэкдоры имеют ряд преимуществ над программными:
- Не могут быть обнаружены антивирусами, сканерами кода и другим защитным ПО.
- Не могут быть устранены обновлением или заменой программного обеспечения.

Примером аппаратного бэкдора может быть вредоносная прошивка BIOS. Согласно исследованиям, такая прошивка может быть построена на основе свободных прошивок Coreboot и SeaBIOS. Coreboot не является полноценным BIOS: он отвечает только за обнаружение имеющегося на машине оборудования и передачу управления самой «начинке BIOS», в качестве которой может быть использован модифицированный злоумышленником под свои нужды SeaBIOS.
Принцип действия вредоносной прошивки кратко можно описать так: сразу после включения заражённого компьютера ещё до загрузки операционной системы она производит попытку установить соединение с сервером злоумышленника через интернет. Если такая попытка удалась, то производится удалённая загрузка какого-нибудь буткита, который уже в свою очередь предоставляет злоумышленнику возможность производить с заражённым компьютером вредоносные действия: кражу данных или удалённое администрирование. Если же попытка соединения с интернетом не удалась, то происходит нормальная загрузка операционной системы. Несомненным плюсом для злоумышленника является то, что сама по себе модифицированная прошивка не содержит в себе никакого вредоносного кода, а буткиты трудно обнаруживаются.